# Odobeasca, Teleorman
Odobeasca este un sat în comuna Drăcșenei din județul Teleorman, Muntenia, România.